# Barrage de Tabellout
Le barrage de Tabellout est un barrage de type poids, situé entre les communes de Texenna et de Djimla, dans la wilaya de Jijel en Algérie. Il est construit entre 2010 et 2018, d'une hauteur de 115 m, il est le cinquième plus grand barrage en Algérie avec une capacité de 294 millions m3.

## Histoire
Le barrage de Tabellout est construit par le groupement européen d'intérêt économique (GEIE) Razel-Bec (France) et CMC DiRavenna (Italie) entre 2010 et 2018.
Le remplissage du barrage débute en janvier 2019.

## Description
Le barrage de Tabellout est de type poids arqué en béton compacté au rouleau (BCR), il mesure 115 mètres de haut, 392 mètres de longueur de crête et retient un volume de 294 millions m3 d'eau.